# Občina Selnica ob Dravi
Občina Selnica ob Dravi je jednou z 212 občin ve Slovinsku. Nachází se v Podrávském regionu na území historického Dolního Štýrska. Občinu tvoří 14 sídel, její rozloha je 64,5 km² a k 1. lednu 2017 zde žilo 4 470 obyvatel. Správním střediskem občiny je vesnice Selnica ob Dravi.

## Geografie
Občina leží na hranicích s Rakouskem (okres Leibnitz ve spolkové zemi Štýrsko). Většinu povrchu zaujímá pohoří Kozjak, nejvyšším bodem občiny je Kolarjev vrh (985 m n. m.). Nadmořská výška se snižuje od severu k jihu až k řece Drávě, která tvoří jižní hranici občiny. Občina je z velké části pokryta lesy.

## Pamětihodnosti
- hrad Viltuš v sídle Spodnji Slemen
- kostel Ducha Svatého na Ostrem Vrhu

## Členění občiny
Občina se dělí na sídla: Črešnjevec ob Dravi, Fala, Gradišče na Kozjaku, Janževa Gora, Selnica ob Dravi, Spodnja Selnica, Spodnji Boč, Spodnji Slemen, Sveti Duh na Ostrem Vrhu, Veliki Boč, Vurmat, Zgornja Selnica, Zgornji Boč, Zgornji Slemen.

## Sousední občiny
| Růžice kompasu |                    | Leutschach an der Weinstraße |         | Růžice kompasu |
| Růžice kompasu | Podvelka           | Sever                        | Maribor | Růžice kompasu |
| Růžice kompasu | Podvelka           | Občina Selnica ob Dravi      | Maribor | Růžice kompasu |
| Růžice kompasu | Podvelka           | Jih                          | Maribor | Růžice kompasu |
| Růžice kompasu | Lovrenc na Pohorju | Ruše                         |         | Růžice kompasu |